# 杜建录
杜建录（1962年—），历史学博士，中共党员，宁夏大学教授、宁夏大学中华民族共同体研究院院长、民族与历史学院院长，中国教育部长江学者特聘教授，主要从事中华民族交往交流交融史、辽宋夏金史、西夏历史与文献等领域的研究，著有《中国藏黑水城汉文文献整理研究》。

## 荣誉
- 中国教育部长江学者特聘教授
- 中国国家“万人计划”哲学社会科学领军人才
- “百千万人才工程”国家级人选
- 全国“五一劳动奖章”获得者
- 中国全国先进工作者
- 享受中国国务院政府特殊津贴专家